# Will Daniels
William Lee Daniels, detto Will (Poughkeepsie, 21 aprile 1986), è un cestista statunitense, professionista nella NBDL, in Europa e in Asia.

## Palmarès
- Campionato lettone: 1

VEF Riga: 2012-13
- Coppa di Francia:

Nanterre: 2013-14
- Pro B: 1

Nanterre: 2010-11
- Coppa del Kosovo: 1

Trepca: 2023